# Tomás de Iriarte
Tomás de Iriarte (sau Yriarte) y Oropesa  (n. 18 septembrie 1750 - d. 17 septembrie 1791) a fost un poet spaniol.
Membru al cercului literar Fonda de San Sebastián, a participat la disputele literare ale epocii ca partizan al anticilor, creația sa înscriindu-se în tiparele neoclasicismului.
A introdus în literatura spaniolă forme metrice noi (endecasilabul și alexandrinul).

## Scrieri
- 1779: Muzica ("La Música"), poem didactic
- 1782: Fabule literare ("Fabulas literarias"), opera sa principală, ilustrare a teoriilor clasice și care se constituie ca o satiră la adresa scriitorilor mediocri.

A tradus din Horațiu, Virgiliu și din dramaturgii francezi ai epocii.
1. ↑  Autoritatea BnF, accesat în 10 octombrie 2015